# Pseudobalistes flavimarginatus
Pseudobalistes flavimarginatus, thường được gọi là cá bò viền vàng, là một loài cá biển thuộc chi Pseudobalistes trong họ Cá nóc gai. Loài này được mô tả lần đầu tiên vào năm 1829.

## Phân bố và môi trường sống
P. flavimarginatus có phạm vi phân bố rộng rãi ở khu vực Ấn Độ Dương - Thái Bình Dương, từ Biển Đỏ và vùng duyên hải Đông Phi (đến Natal ở Nam Phi) trải dài về phía đông, băng qua Indonesia đến quần đảo Tuamotu; phía bắc đến miền nam Nhật Bản; phía nam đến tây bắc bang Tây Úc và từ rạn san hô Great Barrier đến bờ biển trung tâm bang New South Wales. P. flavimarginatus thường sống xung quanh các rạn san hô và đá ngầm, khu vực cửa sông hoặc những nơi đáy bùn, ở độ sâu 2 – 50 m.

## Mô tả
P. flavimarginatus trưởng thành dài khoảng 60 cm. Thân của P. flavimarginatus hình bầu dục thuôn dài, có màu xám và nhiều đốm đen; cá con có màu hơi vàng. Mặt có màu quả mơ (vàng cam ửng hồng). Sau mắt có các sọc ngắn màu đen. Vây lưng, vây hậu môn và đuôi có một dải viền màu vàng, bên trong là một dài màu xanh lam.
Số ngạnh ở vây lưng: 3; Số vây tia mềm ở vây lưng: 24 - 27; Số ngạnh ở vây hậu môn: 0; Số vây tia mềm ở vây hậu môn: 22 - 25.
Thức ăn của P. flavimarginatus là các loài san hô nhánh, bọt biển, ốc biển, giáp xác, trùng lỗ và cả cầu gai. P. flavimarginatus thường sống đơn độc và chỉ kết thành đôi vào mùa sinh sản. Cá con sống thành bầy.

## Hình ảnh

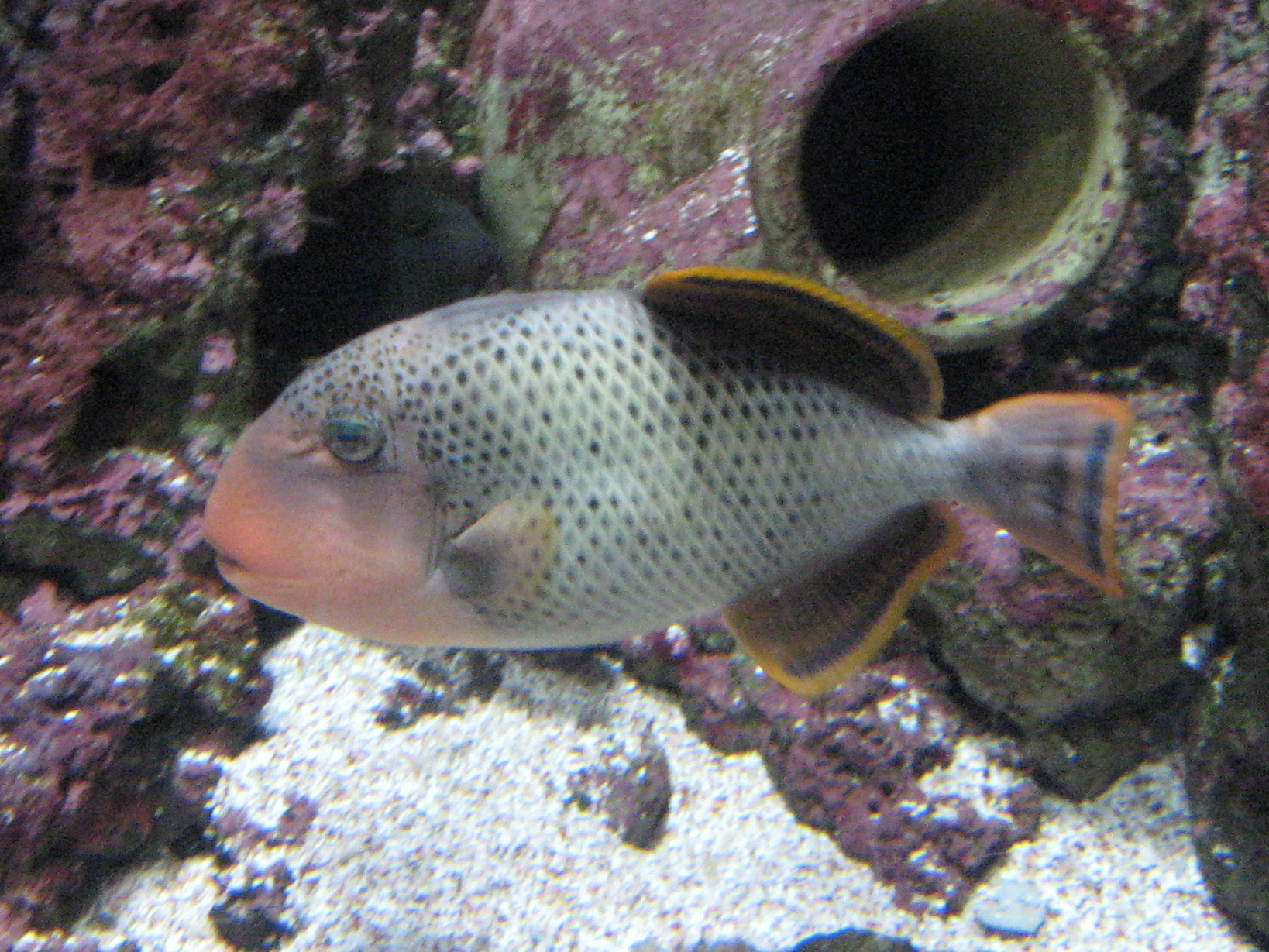
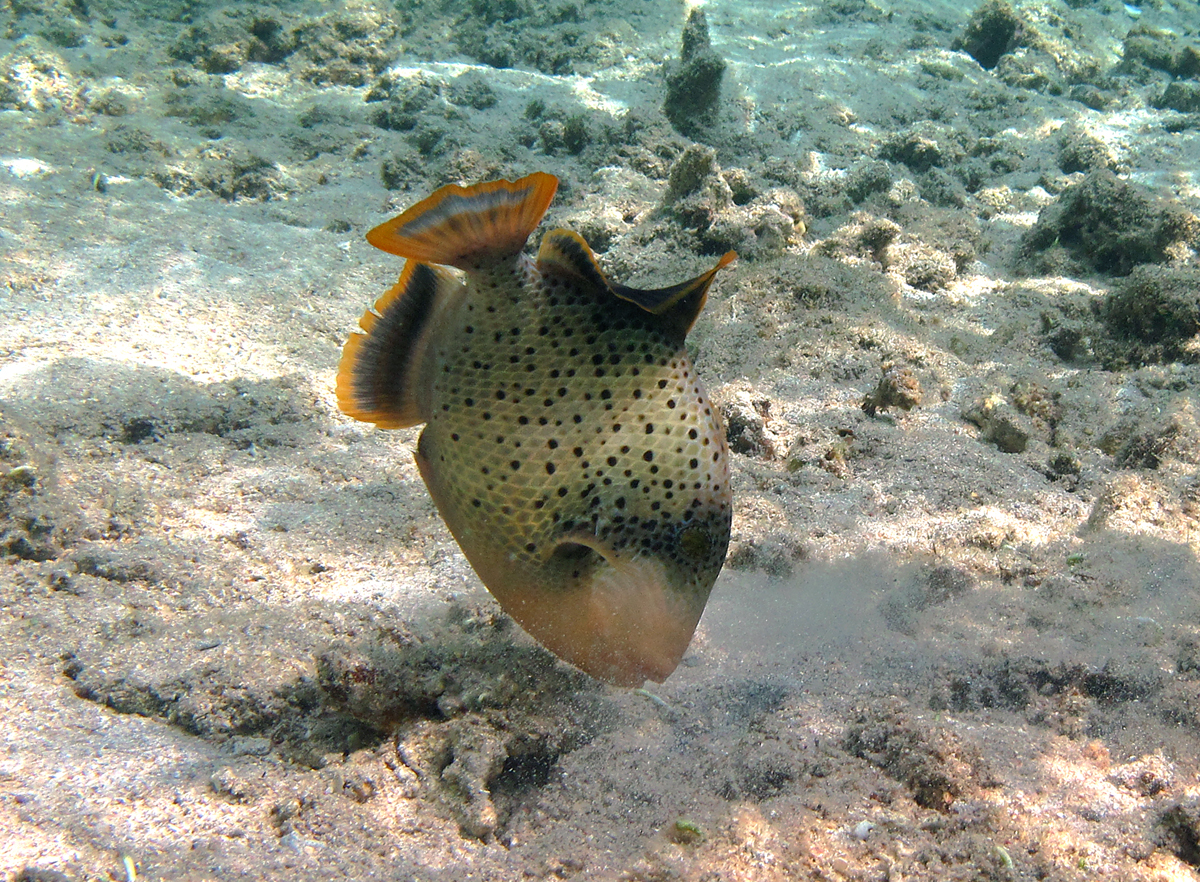
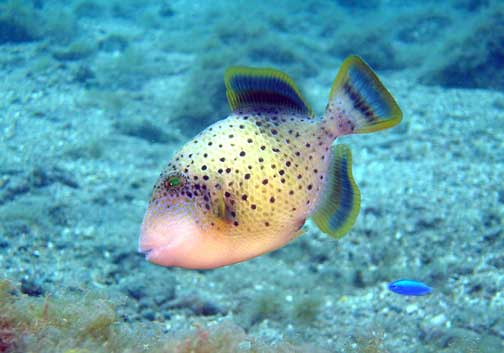